# Daniel Santiago (Basketballspieler)
Daniel Gregg Santiago Lynn (* 24. Juni 1976 in Lubbock, Texas) ist ein ehemaliger puerto-ricanischer Basketballspieler. Er wurde auf der Position des Centers oder des Power Forwards eingesetzt.

## Werdegang
Santiago, der zunächst in Texas aufwuchs und dessen Vater im Baumwollanbau tätig war, spielte nach dem Umzug in den US-Bundesstaat New Mexico Basketball an der Del Norte High School in Albuquerque, dann am New Mexico Military Institute, dann in der US-amerikanischen College-Liga NCAA an der University of New Mexico sowie in der NAIA für die Mannschaft des St. Vincent College. Er wurde in der NAIA als bester Spieler der Saison 1997/98 ausgezeichnet.
Seine Laufbahn als Berufsbasketballspieler begann er in Puerto Rico. Mit den Varese Roosters errang er in der Saison 1998/99 den italienischen Meistertitel, Santiago trug zu dem Erfolg in 37 Einsätzen im Schnitt 5,9 Punkte bei. In der Saison 1999/2000 steigerte er seine Ausbeute in der Serie auf 13,2 Punkte je Begegnung. Anfang August 2000 stattete ihn die NBA-Mannschaft Phoenix Suns mit einem Vertrag aus. Bis Anfang Januar 2002 blieb er in Phoenix und kam in dieser Zeit auf 58 NBA-Einsätze. Stammspieler wurde er nicht.
Santiago spielte in der Saison 2002/03 wieder in Italien, im Sommer 2003 gelang ihm die NBA-Rückkehr, die Milwaukee Bucks nahmen den Innenspieler unter Vertrag. Für die Mannschaft bestritt er 66 weitere Einsätze in der nordamerikanischen Liga. Santiagos beste NBA-Saison war das Spieljahr 2003/04, als er in 54 Spielen mitwirkte, in 28 Begegnungen zur Anfangsaufstellung zählte und in der Hauptrunde im Schnitt 4 Punkte sowie 2,4 Rebounds je Begegnung verbuchte.
Von 2005 bis 2008 spielte Santiago in der spanischen Liga ACB für Unicaja Málaga, wurde bereits in seiner ersten Saison mit der Mannschaft aus Andalusien spanischer Meister. Mit 10,4 Punkten und 4,1 Rebounds je Begegnung erreichte Santiago im Meisterspieljahr die besten Mittelwerte seiner Zeit in der Liga ACB. 2009 wurde er erneut spanischer Meister, diesmal mit dem FC Barcelona.
Es folgten mit Efes Pilsen Istanbul (Türkei) und Spirou BC Charleroi (Belgien) zwei weitere Vereine im europäischen Basketballsport, anschließend stand Santiago noch in Diensten puerto-ricanischer Vereine sowie die Boca Juniors in Argentinien.

### Nationalmannschaft
Mit der puerto-ricanischen Nationalmannschaft nahm Santiago an den Basketball-Weltmeisterschaften 2002 in Indianapolis, 2006 in Japan, 2010 in der Türkei und 2014 in Spanien sowie an den Olympischen Spielen 1996 in Atlanta und 2004 in Athen teil. 2001 und 2003 gewann er mit Puerto Rico die Mittelamerikameisterschaft, 2010 die Meisterschaft der Mittelamerikanischen und Karibischen Staaten. 2009 wurde er mit der Auswahl Zweiter der Amerikameisterschaft und 2012 Zweiter der Mittelamerikameisterschaft, 2003 Dritter der Amerikameisterschaft sowie 1999, 2001 und 2003 Dritter der Panamerikanischen Spiele.

## Trainer
Santiago gehörte zum Betreuerstab mehrerer NBA-Trainings- und Talentsichtungsveranstaltungen, 2016 wurde er Trainer an der IMG Academy in Florida.